# Dan Bordeianu (actor)
Dan Virgil Bordeianu (n. 23 octombrie 1975, București, România) este un actor și cântăreț ocazional, român. Este absolvent (promoția 1999) al UNATC, Facultatea de teatru, secția actorie, la clasa profesorului universitar Mircea Albulescu, fiind coleg și prieten, printre alții, cu cunoscuții Dragoș Bucur și Bogdan Dumitrache.
S-a făcut cunoscut în special prin rolul său din telenovela Numai iubirea,(Victor Bratu) difuzată de postul de televiziune Acasă. A fost unul din principalii protagoniști și în telenovelele Lacrimi de iubire (Andrei Popa) și Iubire ca în filme (Bogdan/Ștefan Varga).

## Viața personală
Adela Popescu și Dan s-au cunoscut pe platourile de filmare ale serialului „Numai iubirea”, de la Acasă TV. Ea avea 18 ani, el 30, dar diferența de vârstă nu i-a împiedicat deloc. Între ea și Dan, iubitul din telenovelă, s-a înfiripat o poveste de dragoste și în realitate. Au avut o relație timp de patru ani dar s-au despărțit în primăvara anului 2007. Tânărul actor s-a logodit în secret cu Adela Popescu la sfârșitul filmărilor din Numai iubirea în 2004.
Îndrăgitul actor Dan Bordeianu (40 de ani) s-a însurat în mare secret cu aleasa inimii lui, Teodora  Bordeianu, fostă Ploșcaru în 2015. 

## Începuturile carierei
Și-a făcut debutul ca actor la doar 11 ani, atunci când a jucat alături de Maria Ploae, Mircea Diaconu și Ion Caramitru în filmul "Promisiuni", regizat de Elisabeta Bostan. După ce a terminat liceul s-a înscris la Facultatea de Drept. A renunțat însă după doar un semestru și s-a hotărât atunci să încerce la Teatru, pentru că poate fi un mai bun actor decât avocat. În primul an de facultate s-a înscris în echipa de actori a Teatrului Podul unde, sub îndrumarea lui Cătălin Naum și-a exersat talentul actoricesc. Dan îl consideră și acum pe Cătălin Naum mentorul său, cel datorită căruia a putut să își consolideze cariera artistică. A câștigat după facultate un concurs de angajare la Teatrul Nottara, unde a jucat în mai multe spectacole, în regia lui Petre Bokor și a altora. A mai evoluat, alături de Constantin Codrescu și în premieră Inimă de boxer, regizată de Mihai Manolescu, o producție a Teatrului George Ciprian din Buzău.

## Filmografie
- Promisiuni (1985)

- 2013 București NonStop - Bărbatul în restaurant
- 2010 Năpasta Gheorghe
- 2010  Portretul luptătorului la tinerețe   Victor Metea
- 2009  High Plains Invaders (TV Movie)   Deputy
- 2006  Iubire ca în filme (TV Series)   Ștefan Varga / Bogdan / Bobo (2006)
- 2006  Răzbunarea (TV Movie)   Vladimir
- 2006 Lacrimi de iubire (filmul) Andrei Popa
- 2005  Lacrimi de iubire (TV Series)   Andrei Popa (
- 2005  Return of the Living Dead: Rave to the Grave   Frat Boy #1  2004
- 2004 Modigliani   Androgynous Man
- 2004 Numai iubirea (TV Series)   Victor Bratu
- 2004 Gunpowder, Treason & Plot (TV Movie)   Ward
- 2002 17 minute întârziere (Short)
- 2000 Prințul nopții (TV Movie)   Vlad III - Age 18

## Roluri în teatru
- „Aniversarea” de Thomas Vinterberg și Mogens Rukov, Teatrul Nottara
- „Rinocerul îndrăgostit” de Liao Yimei, Teatrul Nottara
- „Uzina de plăceri S.A” de Valentin Nicolau, Teatrul Nottara
- „Secretul fericii” de Alexandru Popa, Godot Cafe
- „Efecte colaterale” de Alexandru Popa, Teatrul Nottara
- „O haită de sfinți” de Neil LaBute, Teatrul Nottara